# Dan Tyminski
Daniel Jonathan "Dan" Tyminski, född 20 juni 1967 i Rutland, Vermont, är en amerikansk låtskrivare, sångare och instrumentalist inom bluegrassgenren. Han är medlem i gruppen Alison Krauss & Union Station , men har utöver detta gett ut två skivor i eget namn: Carry Me Across the Mountain (2000) och Wheels (2008).
Han är mest känd för sin tolkning av låten "Man of Constant Sorrow", vilken fanns med i filmen O Brother, Where Art Thou?. Han har vunnit totalt fjorton grammisar.
Han har samarbetat med svenska artisten Avicii, då han sjunger på singeln Hey Brother från 2013.